# Freddy contra Jason (banda sonora)
Freddy contra Jason es la banda sonora de la película filmada en el año 2003 Freddy contra Jason. Fue lanzado el 12 de agosto de 2003 a través de Roadrunner Records. El álbum cuenta con veinte canciones, de las cuales 14 eran inéditas en ese entonces, lo que daba cierta curiosidad, haciendo de este álbum un material interesante.

## Lista de canciones
† Indica las canciones inéditas.
1. "How Can I Live"† - Ill Niño (3:18)
2. "When Darkness Falls" - Killswitch Engage (4:02)
3. "Beginning of the End" - Spineshank (3:32)
4. "Sun Doesn't Rise" - Mushroomhead (3:13)
5. "Condemned Until Rebirth" - Hatebreed (2:07)
6. "Snap" - Slipknot  (2:42)
7. "Army of Me"† - Chimaira (4:21)
8. "The After Dinner Payback" - From Autumn To Ashes (2:50)
9. "Leech" - Sevendust (4:30)
10. "Bombshell" - Powerman 5000 (3:14)
11. "Welcome to the Strange" - Murderdolls (4:19)
12. "Out of My Way" - Seether (3:51)
13. "Inside the Cynic" - Stone Sour (3:23)
14. "Swinging the Dead" - DevilDriver (3:38)
15. "The Waste"† - Sepultura con Mike Patton (3:39)
16. "Middle of Nowhere" - The Blank Theory (4:05)
17. "Ether" - Nothingface (3:43)
18. "Trigger" - In Flames (4:56)
19. "11th Hour" - Lamb of God (3:44)
20. "(We Were) Electrocute" - Type O Negative (6:49)

## Créditos
- Rob Arnold - Productor
- Jay Baumgardner - Mezclador
- Howard Benson - Productor, mezclador
- Daniel Bergstrand - Productor, mezclador
- Micaela Boland - Diseño de empaquetamiento
- Bobby Brooks - Mezclas
- Paul Broucek - Ejecutivo
- Dave Chavarri - Productor
- Monte Conner - A&R
- Terry Date - Productor
- Tom Decker - Productor
- Jessica Dolinger - Limpieza musical
- Adam Dutkiewicz - Productor, mezclador
- Anders Fridén - Mezclador
- Bill Gaal - Productor
- GGGarth - Productor
- Mike Gitter -	A&R
- Ben Grosse - Productor, mezclador
- Ross Hogarth - Productor, mezclador
- Mark Hunter - Productor
- Matt Hyde - Productor
- James Iha - Productor
- Ted Jensen - Masterizador
- Joey Jordison - Productor
- Bill Kennedy - Productor, mezclador
- Lamb of God - Productor, mezclador
- George Marino - Recopilador, masterizador
- Bob Marlette - Productor
- Steve Felton - Productor
- Mushroomhead - Productor
- Boris Elkis - Programador
- UE Nastasi - Compilador
- Örjan Örnkloo - Mezclador
- Tim Patalan - Productor
- Colin Richardson - Mezclador
- Mike Sarkisyan - Productor
- Adam Schlesinger - Productor
- Annie Searles - Limpieza musical
- Sepultura - Productor
- Christopher Shaw - Mezclador
- Josh Silver - Productor, mezclador
- Slipknot - Productor
- Randy Staub - Mezclador
- Pete Steele - Productor, mezclador
- Stone Sour - Productor
- Tom Tatman - Productor
- Shaun Thingvold - Mezclador
- Devin Townsend - Productor
- Michelle Van Arendonk - A&R, Supervisor musical ejecutivo
- Andy Wallace - Mezclador
- Mike Wallace - Mezclador
- Ulrich Wild - Productor, mezclador
- Toby Wright - Mezclador

## Posición en listas

### Álbum
| Año  | Revisión          | Posición |
| ---- | ----------------- | -------- |
| 2003 | The Billboard 200 | 25       |
| 2003 | Top Soundtracks   | 4        |

### Sencillos
| Año  | Sencillo         | Revisión               | Posición |
| ---- | ---------------- | ---------------------- | -------- |
| 2003 | "How Can I Live" | Mainstream Rock Tracks | 26       |

- Datos: Q5406690